# Choisie

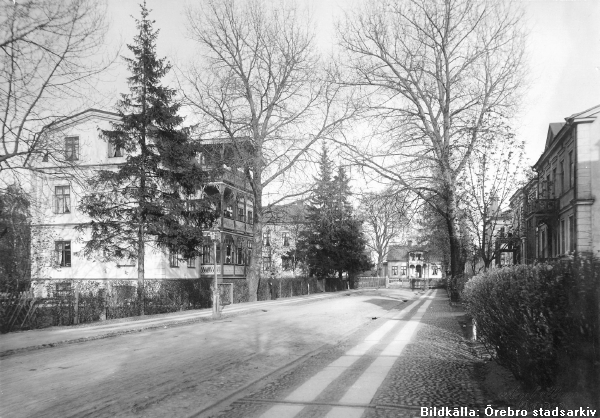
Östra änden av Olaigatan år 1903. Gården Choisie ses längst ner där gatan slutar.

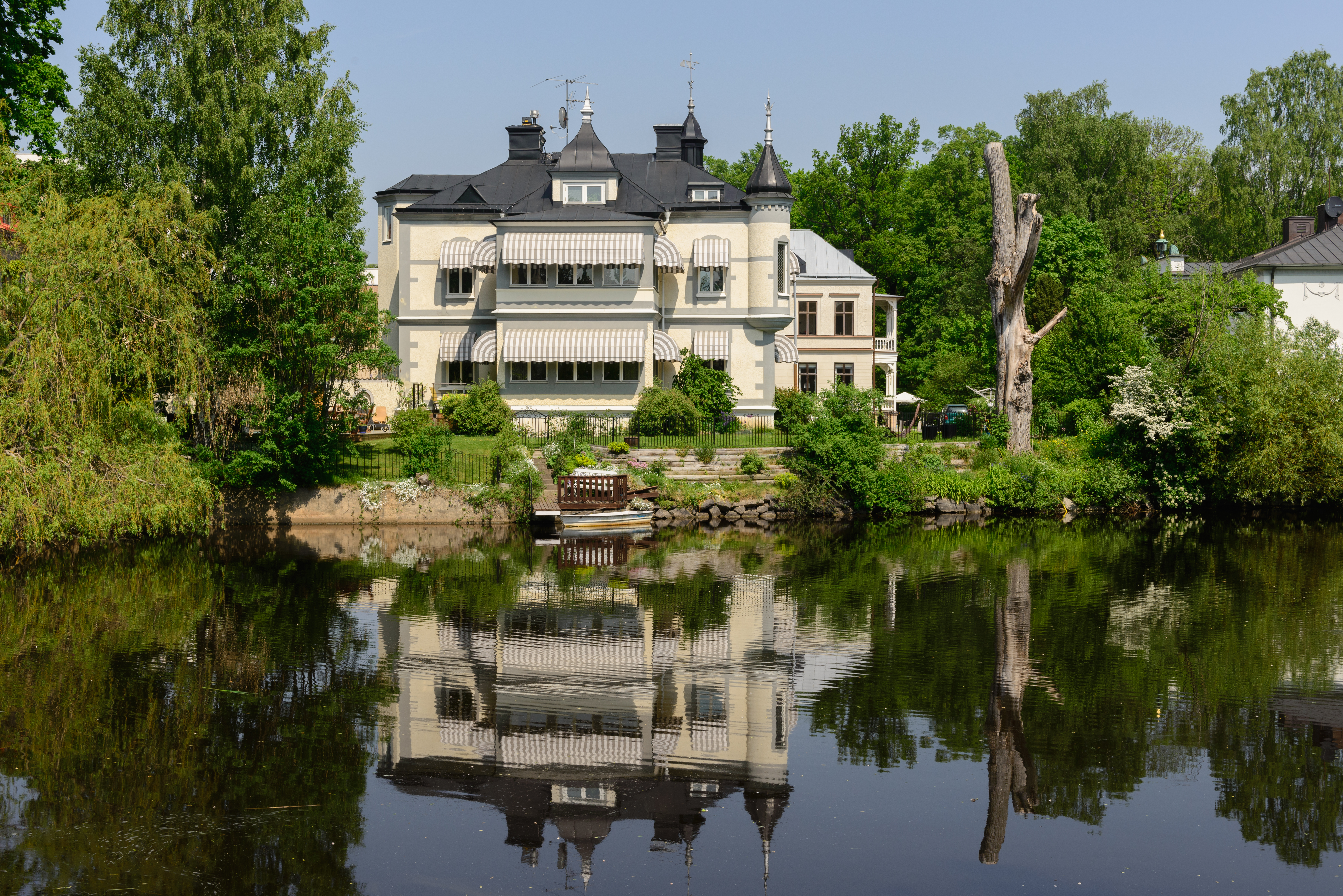
Villor i Choisie 2014.

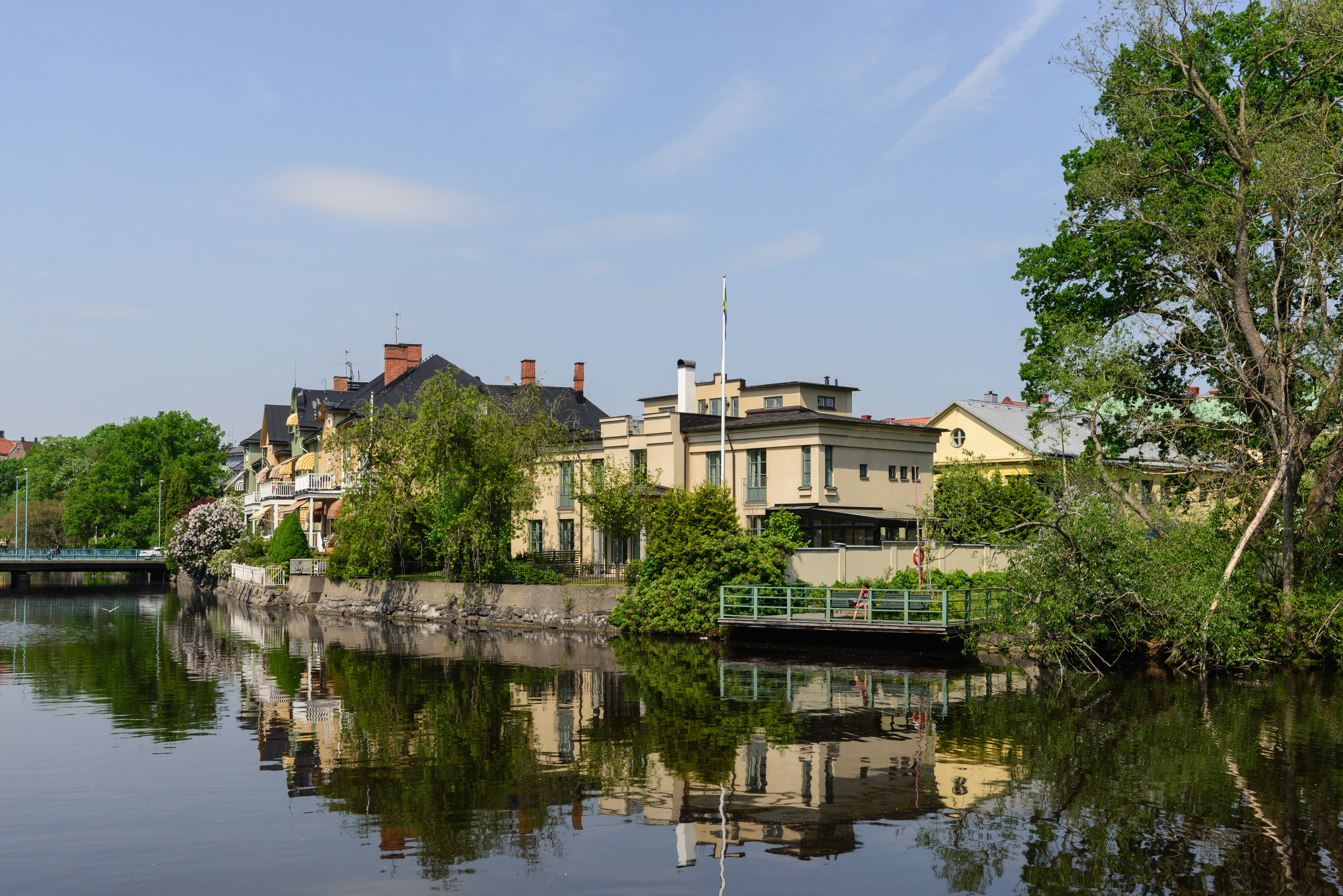
Bebyggelse längs Svartån 2014.

Choisie (franska: utsökt) är ett område i centrala Örebro. Området begränsas av Faktorigatan, Fredsgatan och Svartån. Centralt genom området löper Olaigatan. Ett tidigare namn på Choisie var Faktoriträdgården . Området tillhörde fram till 1875 Längbro landskommun.

## Norra Smedjebacken
Choisie utgjorde en del av det område som intill början av 1800-talet kallades för Norra Smedjebacken. Norra Smedjebacken nådde dock ända upp till Skolgatan . Där låg fram till 1795 Örebro gevärsfaktori. Norra Smedjebacken utgjordes till stor del av arbetarbostäder till faktoriet.

## Choisie
År 1815 köptes marken upp av den förmögne Carl Vilhelm Nordell som då var borgmästare i staden. Han byggde där ett hus som han kallade för Choisie (ung. utsökt på franska). Denna byggnad stod ensam fram till slutet av 1800-talet då området åter omvandlades och bebyggdes med ett antal stora patriciervillor med strandtomt mot ån. I samband med detta fick hela området namnet Choisie. Dessa hus kompletterades under 1900-talets första hälft med flerbostadshus vid Faktorigatan.